# Galihpakuwon
Galihpakuwon is een bestuurslaag in het regentschap Garut van de provincie West-Java, Indonesië. Galihpakuwon telt 5368 inwoners (volkstelling 2010).